# La granduchessa e i camerieri
La granduchessa e i camerieri è una commedia del 1977 diretta da Gino Landi, rappresentata in teatro e poi trasmessa in televisione come film tv.

## Trama
I due camerieri sono gli unici servi rimasti nel castello dopo che la granduchessa ha perduto tutto al tavolo da gioco.
I tre cercheranno in tutti i modi di tornare in possesso dell'antica proprietà anche perché nel frattempo è stato trovato il petrolio.